# Список музеев Могилёвской области
В Могилёвской области действует 25 музеев, находящихся в ведении Министерства культуры Республики Беларусь и Могилёвского облисполкома: 19 комплексных, 3 художественных (Белыничи, Бобруйск, Могилёв), 3 исторических (Кричев, Могилёв, Мстиславль). Кроме того, в Могилёве расположен один филиал Национального художественного музея Республики Беларусь.
| Название музея                                         | Расположение            | Количество музейных предметов основного фонда (2016) | Количество посещений, тыс. (2016) |
| ------------------------------------------------------ | ----------------------- | ---------------------------------------------------- | --------------------------------- |
| Белыничский районный художественный музей              | Белыничи                | 678                                                  | 12,4                              |
| Бобруйский районный историко-краеведческий музей       | Бобруйск                | 7194                                                 | 6                                 |
| Бобруйский художественный музей                        | Бобруйск                | 841                                                  | 28,3                              |
| Бобруйский краеведческий музей                         | Бобруйск                | 17 792                                               | 40,5                              |
| Быховский районный историко-краеведческий музей        | Быхов                   | 7386                                                 | 6,4                               |
| Горецкий районный историко-этнографический музей       | Горки                   | 9147                                                 | 18,1                              |
| Глусский районный историко-краеведческий музей         | Глуск                   | 911                                                  | 3,7                               |
| Дрибинский районный историко-этнографический музей     | Дрибин                  | 2743                                                 | 8,8                               |
| Жиличский исторический комплекс-музей                  | Жиличи, Кировский район | 4217                                                 | 5                                 |
| Климовичский районный краеведческий музей              | Климовичи               | 7498                                                 | 11,8                              |
| Кличевский краеведческий музей                         | Кличев                  | 6937                                                 | 9,7                               |
| Костюковичский краеведческий музей                     | Костюковичи             | 15 983                                               | 15,5                              |
| Краснопольский районный историко-этнографический музей | Краснополье             | 3763                                                 | 9,6                               |
| Исторический музей города Кричева                      | Кричев                  | 18 893                                               | 25                                |
| Круглянский районный историко-краеведческий музей      | Круглое                 | 8523                                                 | 15,1                              |
| Могилёвский областной художественный музей             | Могилёв                 | 4927                                                 | 45,6                              |
| Музей истории города Могилёва                          | Могилёв                 | 11 161                                               | 35,2                              |
| Могилёвский областной краеведческий музей              | Могилёв                 | 136 927                                              | 93,3                              |
| Музей Бялыницкого-Бирули (филиал НХМ РБ)               | Могилёв                 | н/д                                                  | н/д                               |
| Мстиславский районный историко-археологический музей   | Мстиславль              | 12 736                                               | 15,6                              |
| Осиповичский районный историко-краеведческий музей     | Осиповичи               | 6999                                                 | 7,5                               |
| Славгородский районный историко-краеведческий музей    | Славгород               | 806                                                  | 2,2                               |
| Хотимский районный историко-краеведческий музей        | Хотимск                 | 3761                                                 | 11,3                              |
| Чаусский районный историко-краеведческий музей         | Чаусы                   | 5115                                                 | 5,8                               |
| Чериковский историко-краеведческий музей               | Чериков                 | 8758                                                 | 9                                 |
| Шкловский районный историко-краеведческий музей        | Шклов                   | 6282                                                 | 21                                |